# دیابولیک: تو کی هستی؟
دیابولیک: تو کی هستی؟ (به ایتالیایی: Diabolik chi sei?) یک فیلم جنایی ایتالیایی به کارگردانی برادران مانتی است که در سال ۲۰۲۳ منتشر شد. این فیلم در سال ۲۰۲۲ در شهرهای تریسته، پالمی و دینو فیلمبرداری شد.

## گزیدهٔ بازیگران
- جاکومو جانیوتی در نقش دیابولیک
- میریام لئونه
- والریو ماستاندرئا
- مونیکا بلوچی
- کارولینا کرشنتینی
- باربارا بوشه
- پائولو کالابرزی